# Battleground 7: Bull Run
Battleground 7: Bull Run est un jeu vidéo de type wargame développé et publié par  TalonSoft en 1997 sur PC. Il est le septième opus de la série Battleground. Il se déroule pendant la guerre de Sécession et simule la première et la seconde bataille de Bull Run qui prennent place à Manassas en respectivement 1861 et 1862.

## Accueil
| Battleground 7: Bull Run |      |       |
| Média                    | Pays | Notes |
| Computer Gaming World    | US   | 4/5   |
| GameSpot                 | US   | 71%   |